# ジョン・ブリットン
ジョン・A・ブリットン（John A. Britton、1919年4月21日 - 1990年12月2日）は、アメリカ合衆国出身の元プロ野球選手（内野手）。

## 経歴
1940年代初めからニグロリーグで、のちに独立リーグでもプレー。1951年春にアメリカのバスケットボールのエキシビションチームであるハーレム・グローブトロッターズが来日するが、このチームのオーナーがメジャーリーグの事情に詳しいことを聞きつけた阪急球団代表・村上実が選手獲得を依頼する。これを受けて、MLBのセントルイス・ブラウンズのオーナーだったビル・ヴィックが、選手貸し出しという形で傘下チームだったシカゴ・アメリカン・ジャイアンツから選手を供出。これにより、1952年途中にブリットンはジミー・ニューベリーと共に来日し、阪急ブレーブスに入団した。戦後、NPBにおける非日系人の外国人選手の入団は初めてで話題を呼んだ。
1952年5月7日の毎日オリオンズ戦でニューベリーとNPB公式戦に揃ってデビュー。ブリットンは三番・三塁手でスタメンに入ると、初打席で左中間を抜ける三塁打を放つ。その後も三番または五番を打ち、前半戦で.325の好打率を挙げて、ニューベリーとともにオールスターゲームにも選出された。その後も好調を維持し、シーズンではチームトップの打率.316（リーグ5位）を記録している。翌1953年も主にクリーンナップを打つが、一転して不調に陥り前半戦は打率.231、本塁打なしに終わる。後半戦に入るとチームは7-8月で25勝11敗と好調であったが、ブリットン・レインズ・ゲインズとの黒人トリオが中心となってチームを牽引、ユニフォームの色からも因んでチームは「夜の勇者」と呼ばれた。ブリットンは後半戦盛り返して、シーズンでは打率を.276（リーグ17位）まで上げ、打点60はチームトップであった。この年限りで退団・帰国している。

## 選手としての特徴
非常に三振の少ないバッターで、2年間での三振の数はわずか25個に留まる。特に1953年は100打数あたり3.0個という割合だったが、これはパ・リーグで規定打数に達した選手の中で最も優秀だった。一方で、四球も少なく、1952年（9個）・1953年（3個）ともリーグ最少であった。
阪急時代、自称30歳であったが既に毛髪がほとんどなく、守備からベンチに戻る際にわざと帽子を落として、ファンの笑いを買うのを常としていた。

## 詳細情報

### 年度別打撃成績
| 年 度    | 球 団    | 試 合 | 打 席 | 打 数 | 得 点 | 安 打 | 二 塁 打 | 三 塁 打 | 本 塁 打 | 塁 打 | 打 点 | 盗 塁 | 盗 塁 死 | 犠 打 | 犠 飛 | 四 球 | 敬 遠 | 死 球 | 三 振 | 併 殺 打 | 打 率 | 出 塁 率 | 長 打 率 | O P S |
| -------- | -------- | ----- | ----- | ----- | ----- | ----- | -------- | -------- | -------- | ----- | ----- | ----- | -------- | ----- | ----- | ----- | ----- | ----- | ----- | -------- | ----- | -------- | -------- | ----- |
| 1952     | 阪急     | 78    | 332   | 320   | 37    | 101   | 16       | 5        | 2        | 133   | 35    | 7     | 10       | 1     | --    | 9     | --    | 2     | 12    | 3        | .316  | .338     | .416     | .754  |
| 1953     | 阪急     | 116   | 448   | 438   | 34    | 121   | 20       | 4        | 3        | 158   | 60    | 6     | 5        | 4     | --    | 3     | --    | 3     | 13    | 7        | .276  | .286     | .361     | .647  |
| NPB：2年 | NPB：2年 | 194   | 780   | 758   | 71    | 222   | 36       | 9        | 5        | 291   | 95    | 13    | 15       | 5     | --    | 12    | --    | 5     | 25    | 10       | .293  | .308     | .384     | .692  |

### 記録
- オールスターゲーム出場：1回 （1952年）

### 背番号
- 8 （1952年 - 1953年）